# Chondrocephalus granulifrons
Chondrocephalus granulifrons là một loài bọ cánh cứng trong họ Passalidae.